# Bazylika Niepokalanego Poczęcia w Waszyngtonie
Bazylika Niepokalanego Poczęcia  (ang. Basilica of the National Shrine of the Immaculate Conception) to znacząca rzymskokatolicka bazylika mniejsza w USA. Ważne sanktuarium maryjne, budowane przez ponad wiek, cel pielgrzymek z kraju i zagranicy. Znajduje się na Michigan Avenue 400 w północno-wschodniej części Waszyngtonu. Po dziś dzień trwają przy niej prace konstrukcyjne. Bazylika jest pomnikiem historii wpisanym na listę miejsc historycznych Stanów Zjednoczonych (National Register of Historic Places)
Wbrew powszechnym przekonaniom, bazylika nie jest ani kościołem katedralnym archidiecezji Waszyngtonu, ani (wbrew swojej nazwie) narodową świątynią USA (w sensie w jakim dla Polaków jest historycznie związana z tytułem prymasa katedra w Gnieźnie). Najważniejszym kościołem archidiecezji jest katedra św. Mateusza; zaś w związku z tym, że w USA żaden arcybiskup nie ma tytułu prymasa i nie ma też ściśle określonej świątyni narodowej to najbliższa temu tytułowi jest bazylika Wniebowzięcia Najświętszej Maryi Panny w Baltimore (ze względu na historyczną i reprezentacyjną nadrzędność Baltimore w Kościele amerykańskim).

## Patronka Stanów Zjednoczonych
W 1792 John Carroll, biskup Baltimore i pierwszy rzymskokatolicki biskup Stanów Zjednoczonych polecił nowo utworzony naród amerykański opiece Najświętszej Marii Panny i Jej Niepokalanego Poczęcia. W 1847 papież Pius IX dokonał formalnego potwierdzenia tego czynu i oficjalnie zatwierdził Najświętszą Marię Pannę i Jej Niepokalane Poczęcie jako opiekunkę Stanów Zjednoczonych. W następnych latach pojawiła się idea zbudowania świątyni poświęconej nowej patronce.

## Projekty
Thomas J. Shahan, biskup i czwarty rektor Katolickiego Uniwersytetu USA zaproponował zbudowanie narodowej świątyni pod wezwaniem Niepokalanego Poczęcia. Biskup Shahan przedstawił swój projekt Piusowi X 15 sierpnia 1913. Papież udzielił projektowi błogosławieństwa i wsparł go kwotą 400 dolarów amerykańskich. Po powrocie do USA Shahan przekonał radę nadzorczą Katolickiego Uniwersytetu USA do przeznaczenia ziemi w południowo-zachodniej części kampusu na budowę świątyni.
W styczniu 1914 Shahan opublikował pierwszy egzemplarz biuletynu Salve Regina, który miał wzniecić powszechny entuzjazm dla jego projektu. Napisał w nim, że świątynia będzie „pomnikiem miłości i wdzięczności, wielkim hymnem z kamienia tak pięknym jak to tylko możliwe i tak świętym, jak chcieliby jego budowniczowie”. Biuletyn ten został rozprowadzony w diecezjach na terenie całego kraju, aż w końcu do Waszyngtonu zaczęły spływać datki. W 1915 biskup Shahan mianował ojca Bernarda McKenna pierwszym dyrektorem świątyni, czym jeszcze bardziej zbliżył swe marzenie do rzeczywistości. Biskup Shahan nadzorował prace konstrukcyjne aż do swojej śmierci 9 marca 1932. Jego ciało jest jedynym złożonym w bazylice.

## Budowa

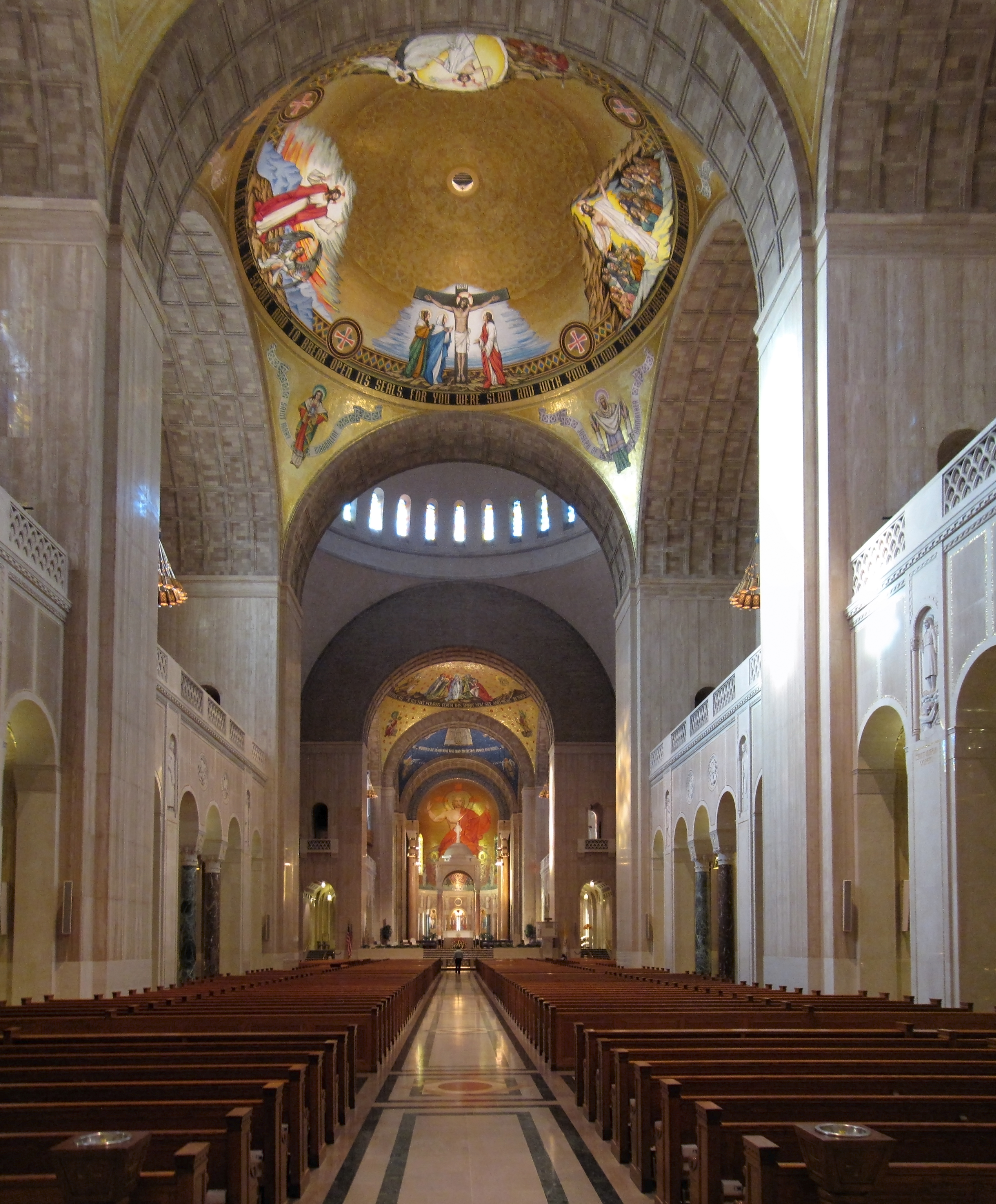
Wnętrze bazyliki

Do roku 1919 wszystkie plany architektoniczne przygotowane przez przedsiębiorstwo z Bostonu były już zaakceptowane przez biskupa Shahana i ojca McKenna. Początkowo rozważano zbudowanie świątyni w stylu gotyckim. Shahan chciał, by była ona śmiała architektonicznie i optował za konstrukcją bizantyjsko-romańską. Kardynał James Gibbons, arcybiskup Baltimore poświęcił kamień węgielny 23 września 1920. W odprawionej z tej okazji mszy uczestniczyło ponad 10 000 wiernych, w tym ambasadorowie, przedstawiciele władzy federalnej, wojskowi i inni dygnitarze. W 1929 Wielki kryzys zastał budowę ponad poziomem krypty i wstrzymał dalsze prace. Wybuch II wojny światowej sprawił, iż porzucono nawet myśli o kontynuacji prac.
Ostatecznie w 1953 biskupi amerykańscy, pod przewodnictwem Johna Noll, arcybiskupa Fort Wayne i Patricka O’Boyle’a, arcybiskupa Waszyngtonu zobowiązali się zebrać kwotę potrzebną do ukończenia budowy górnego kościoła. 20 listopada 1959 tysiące katolików zgromadziło się wraz z biskupami na uroczystości poświęcenia tej części. Prace budowlane w bazylice trwają jednak do dziś.